# 佐藤正志
佐藤 正志（さとう せいし、1948年 - ）は、日本の政治学者。専門は西洋政治思想史。早稲田大学政治経済学術院教授を経て、早稲田大学名誉教授。政治経済学会代表理事。

## 略歴
広島県生まれ。広島大学附属高等学校、早稲田大学政治経済学部を経て、1981年、同大学院政治経済研究科博士課程単位取得満期退学。
福岡教育大学助教授、宇都宮大学助教授、東海大学政治経済学部教授を経て、1996年から早稲田大学政治経済学部教授、2004年、早稲田大学政治経済学術院教授。2011年から2014年まで同大学政治経済学術院長・政治経済学部長。2014年から早稲田大学理事。2010年から第1期政治経済学会代表理事。2019年定年退職。

## 著書

### 単著
- 『政治思想のパラダイム――政治概念の持続と変容』（新評論, 1996年）

### 共著
- （藤原保信）『ホッブズ――リヴァイアサン』（有斐閣, 1978年）

### 編著
- 『啓蒙と政治』（早稲田大学出版部, 2009年）

### 共編著
- （中原喜一郎）『政治学講義』（早稲田大学出版部, 1989年）
- （白鳥令）『現代の政治思想』（東海大学出版会, 1993年）
- （添谷育志）『政治概念のコンテクスト――近代イギリス政治思想史研究』（早稲田大学出版部, 1999年）
- （千葉眞・飯島昇藏）『政治と倫理のあいだ――21世紀の規範理論に向けて』（昭和堂, 2001年）
- （飯島昇藏・太田義器）『現代政治理論（おうふう、2009年）

### 訳書
- デイヴィッド・バウチャー, ポール・ケリー編『社会契約論の系譜――ホッブズからロールズまで』（ナカニシヤ出版, 1997年）
- ディヴィッド・トレンド編『ラディカル・デモクラシー――アイデンティティ、シティズンシップ、国家』（三嶺書房, 1998年）
- デイヴィッド・バウチャー, ポール・ケリー編『社会正義論の系譜――ヒュームからウォルツァーまで』（ナカニシヤ出版, 2002年）